# David Jones (labdarúgó)
David Frank Lloyd Jones (Southport, 1984. november 4. –) angol labdarúgó.

## Pályafutása

### Manchester United
Jones 2001 nyarán került be a Manchester United ificsapatába. 2002-ben már állandó kezdő és kapitány volt az U19-ben. 2003 áprilisában az utánpótláscsapattal eljutott az ifik számára kiírt kupa döntőjébe, melynek végén magasba emelhette a trófeát az Old Traffordon.
2003 telén leülhetett a cserepadra egy West Brom elleni Ligakupa-meccsen, de nem jutott szerephez. A bemutatkozás végül az Arsenal ellen sikerült neki. Kezdőként először az Exeter City ellen játszhatott az FA Kupában.
A 2004–05-ös szezonban az ificsapatból felkerült a tartalékokhoz, akikkel rögtön meg is nyerte a tartalékbajnokságot. Olyan játékosok mellett, mint Roy Keane vagy Paul Scholes alig jutott lehetőséghez, ezért a United kölcsönadta őt a Prestonnak, a NEC Nijmegennek és a Derby Countynak is.

### Derby County
Jones karrierje remekül kezdődött a Kosoknál a Manchester United kölcsönjátékosaként, hamar bekerült a kezdőbe és sokat segített a csapatnak a feljutásért vívott küzdelemben. Egy Sheffield Wednesday elleni meccsen győztes gólt szerzett szabadrúgásból.
A középpályás úgy döntött, hogy a Derbynál marad. 2008 márciusában megszerezte első gólját a Premier League-ben a Chelsea ellen.

## Válogatott
Jonest 2004-ben behívták az angol U21-es válogatottba, ahol egyetlen meccset játszott, a svédek ellen.